# 拉赫特河
52°37′17.02″N 10°6′11.38″E / 52.6213944°N 10.1031611°E

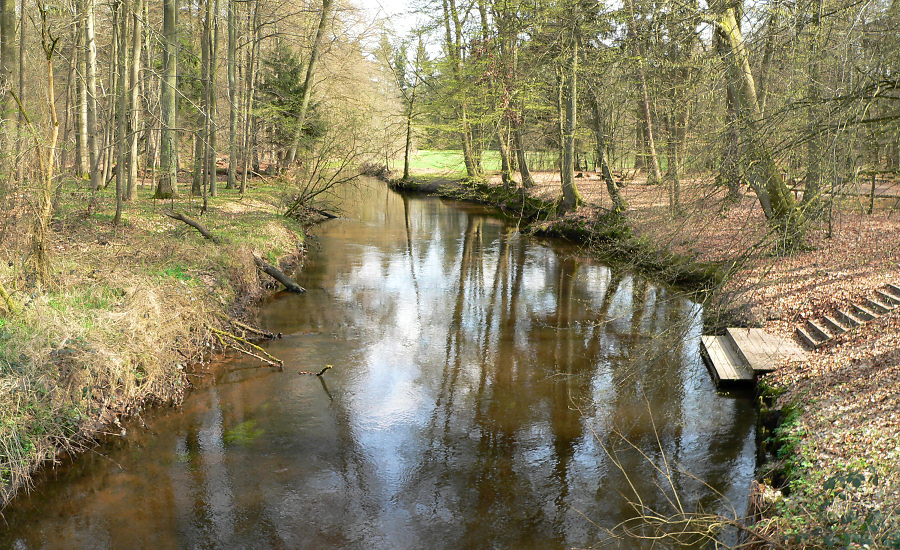
拉赫特河

拉赫特河（德語：Lachte），是德國的河流，位於該國西北部，由下薩克森州負責管轄，屬於阿勒爾河的右支流，河道全長38公里，流域面積494平方公里。